# Orthocis subornatus
Orthocis subornatus là một loài bọ cánh cứng trong họ Ciidae. Loài này được Wollaston miêu tả khoa học năm 1861.